# Batalla de Paso Severino
La Batalla de Paso Severino desarrolló el 12 de septiembre de 1870 en el curso de la Revolución de las Lanzas en el paso homónimo, sobre el río Santa Lucía Chico, departamento de Florida, Uruguay. Enfrentándose los gubernistas, comandados por el general José Gregorio Suárez, con un ejército de 5.000 hombres, contra el caudillo Timoteo Aparicio, que contaba con 4.000 hombres.

## Antecedentes
Timoteo Aparicio, un caudillo blanco, inició un levantamiento armado, cruzando el río Uruguay desde Argentina. A la hora de desembarcar en territorio uruguayo, Aparicio se fue ganando adeptos a su causa revolucionaria, que promulgaba un nuevo gobierno donde se les diera el derecho a los blancos para gobernar. 
El 10 de agosto, cinco meses más tarde del desembarco de Timoteo Aparicio en la playa de la Agraciada, el general Anacleto Medina se dirigió de inmediato para encontrarlo y unirse a él y a su causa revolucionaria con 800 hombres provenientes de San José y 400 de Mercedes. El 12 de septiembre Anacleto Medina logró sumar sus 1.400 hombres a las fuerzas de Aparicio, que entonces totalizaron unos 4.000; ese día las fuerzas rebeldes se encontraron con el General gubernista José Gregorio Suárez, que había sido designado comandante de las tropas del Sur.

## El transcurso de la Batalla
El general Timoteo Aparicio tenía dominado el pasaje del río Santa Lucía Chico, a la altura del Paso Severino, disponiendo que los comandantes José María Pampillón y Latorre se retirasen para dejar que el general gubernista José Gregorio Suárez lo cruzara libremente. A su frente y con la línea de batalla tendida, el resto de las divisiones revolucionarias esperaban a las fuerzas gubernistas en posiciones elegidas con anterioridad, para lograr sorprender a las fuerzas de Suárez.
A las 9:30 de la mañana se produce la incorporación de las divisiones del general Anacleto Medina, en apoyo a las fuerzas nacionalistas de Timoteo Aparicio. Las guerrillas nacionalistas atacan y arrollan a las gubernistas obligándolas a transponer el río, mientras que el grueso del ejército gubernista marchó de frente al ataque, disponiendo Aparicio la evolución de varios escuadrones con la finalidad de maniobrar, lo cual así creyó Suárez, desprendiendo varios escuadrones a su vez para rechazar la carga. Esta falsa maniobra de Aparicio siguió debilitando el dispositivo de Suárez, y en un momento los nacionalistas envuelven a las tropas gubernistas por ambos flancos, disponiendo a la vez atacar el centro del dispositivo legal.

## Consecuencias
Las caballerías gubernistas fueron casi totalmente diezmadas, se tomó el parque y las caballadas. El general Suárez logra ubicar a su infantería y artillería en las alturas del Cerro Pelado y detener las briosas cargas de caballería revolucionaria. Estando el ejército gubernista casi sin municiones aprovechó las horas de oscuridad de la cerrada noche para abandonar el campo de batalla. Los colorados presentaron cuantiosas bajas en el campo de batalla, retirándose definitivamente hacia Las Piedras, siendo perseguidos por los vencedores.